# 中禅寺湖テレビ中継局
中禅寺湖テレビ中継局（ちゅうぜんじこテレビちゅうけいきょく）は、栃木県日光市足尾町に置かれているデジタルテレビの中継局である。アナログ中継局が置かれていなかったため、デジタル新局として開局された。

## 中継局概要

### デジタルテレビ放送
| リモコン 番号 | 放送局名         | チャンネル 番号 | 空中線 電力 | ERP   | 偏波面   | 放送対象地域 | 放送区域 内世帯数 | 運用開始日      |
| ------------- | ---------------- | --------------- | ----------- | ----- | -------- | ------------ | ----------------- | --------------- |
| 1             | NHK 宇都宮総合   | 33              | 300mW       | 1.7W  | 水平偏波 | 栃木県       | 169世帯           | 2010年 12月24日 |
| 2             | NHK 東京教育     | 35              | 300mW       | 1.7W  | 水平偏波 | 全国         | 169世帯           | 2010年 12月24日 |
| 3             | GYT とちぎテレビ | 31              | 300mW       | 1.75W | 水平偏波 | 栃木県       | 169世帯           | 2010年 12月24日 |
| 4             | NTV 日本テレビ   | 37              | 300mW       | 1.7W  | 水平偏波 | 関東広域圏   | 169世帯           | 2010年 12月24日 |
| 5             | EX テレビ朝日    | 43              | 300mW       | 1.7W  | 水平偏波 | 関東広域圏   | 169世帯           | 2010年 12月24日 |
| 6             | TBS TBSテレビ    | 39              | 300mW       | 1.7W  | 水平偏波 | 関東広域圏   | 169世帯           | 2010年 12月24日 |
| 7             | TX テレビ東京    | 45              | 300mW       | 1.7W  | 水平偏波 | 関東広域圏   | 169世帯           | 2010年 12月24日 |
| 8             | CX フジテレビ    | 41              | 300mW       | 1.7W  | 水平偏波 | 関東広域圏   | 169世帯           | 2010年 12月24日 |

- 所在地： 日光市足尾町[1]
- 2010年11月5日に予備免許交付[2]、12月10日に本免許が交付され[1]、12月24日に本放送が開始された。なお、NHK総合テレビの県域放送は、2012年4月1日から実施された。